# Requiem (Geir Tangen)
Requiem (Maestro) è il romanzo d'esordio dello scrittore norvegese Geir Tangen, pubblicato nel 2016. È il primo capitolo della saga con protagonisti il giornalista Viljar Gudmundsson e la detective Lotte Skeisvoll.

## Trama
Haugesund, 2010. Viljar Gudmundsson, giornalista della testata locale "Haugesunds Avis", è sulla cresta dell'onda per aver messo a segno lo scoop che ha portato all'arresto del ministro dei Trasporti, finito al centro di uno scandalo a luci rosse. Nello stesso momento in cui Gudmundsson viene festeggiato dalla sua redazione, il diciassettenne Thomas Ferkingstad amoreggia con il fidanzato senza sapere che presto la sua vita si intreccerà indissolubilmente con quella del giubilante Gudmundsson.
Haugesund, 2014. Gudmundsson versa in stato di profonda depressione per le conseguenze scatenate dallo scoop di quattro anni prima. Le sue perfomance sono notevolmente calate e ha conservato il posto di lavoro all'Avis solamente per pietà del caporedattore Ǿveraas. Gudmundsson inizia a ricevere mail da un certo Stein Ẵmli in cui vengono preannunciati degli omicidi che poi puntualmente si verificano. A indagare sul caso è il capo della polizia Lotte Skeisvoll, una giovane determinata che vuole risolverlo per dimostrare di essere adatta al ruolo di comando che ha conquistato molto in fretta. Gudmundsson e Skeisvoll uniscono le forze per combattere un killer astuto, soprannominato il Maestro, che ha studiato con metodica precisione i suoi delitti e trasformato l'intera vicenda in un manoscritto dove non sono ammessi errori.

## Edizioni
- Geir Tangen, Requiem, 1ª ed., Giunti, 2016, ISBN 978-88-098-3457-6.